# Kijevsko akademsko lutkovno gledališče
Kijevsko akademsko lutkovno gledališče (ukrajinsko Київський державний академічний театр ляльок) je gledališče v Kijevu v Ukrajini. Ustanovljeno je bilo 27. oktobra 1927 in je najstarejše lutkovno gledališče v Kijevu.
Sedanja stavba je bila gledališču podarjena 19. decembra 2005, s čimer so prvič dobili namensko zgrajeno stavbo za delovanje gledališča. Zasnovo in gradnjo stavbe je vodil priznani arhitekt Jurij Bilokon, že od samega začetka pa so jo poimenovali »Pravljični grad«.